# Haploclastus nilgirinus
Haploclastus nilgirinus är en spindelart som beskrevs av Pocock 1899. Haploclastus nilgirinus ingår i släktet Haploclastus och familjen fågelspindlar. Inga underarter finns listade i Catalogue of Life.